# 대한민국 재외공관
대한민국 재외공관(大韓民國 在外公館)은 외교 및 영사 사무를 외국에서 분장하는 대한민국 외교부의 소속기관이다. 

## 설치 근거
- 「대한민국 재외공관 설치법」 제1조[1]

## 개요
재외공관은 대사관·공사관·대표부·총영사관·영사관으로 구분한다. 그 기준은 설치 대상 국가와의 정무 관계·교역 및 투자 규모·교민 현황·인적교류 현황 등을 고려한다. 
재외공관의 관할 구역은 외교 관할 구역과 영사 관할 구역으로 구분하는데, 전자는 대사관이 국가별로 담당하며 후자는 대사관과 총영사관이 지역별로 담당한다. 총영사관이 없을 경우 대사관이 해당 나라를 모두 영사 관할 구역으로 삼지만 총영사관이 있을 경우에는 총영사관의 관할 구역을 제외한 지역만 영사 관할 구역으로 관리한다. 다만, 관할 구역은 외교부 장관이 필요하다고 인정할 때 임시로 변경할 수 있다. 
미수교국과 외교 또는 영사 사무를 수행할 경우가 생길 때에는 행정안전부와의 협의를 거쳐 임시 외교 또는 영사기구를 설치할 수 있다. 

## 조직
각 재외공관의 장은 종류에 따라 특명전권대사·특명전권공사·총영사·영사 등으로 한다. 그 아래로 공사·공사참사관·참사관·1 ~ 3등서기관·행정관·사서관을 둘 수 있으며 이외에도 필요한 경우 부총영사·부영사를 두기도 한다. 
내부조직으로는 총무과·정무과·경제통상과·영사민원실을 두는 것이 일반적이며 전문분야별로 2명 이내의 담당관을 둘 수 있다. 이때 과장·담당관은 참사관이나 1·2등서기관이 맡으며 영사민원실장은 총영사나 영사가 맡는다. 
재외공관의 위치가 재외국민의 집중적 거주지역 혹은 통상 중심지역과 멀리 있는 경우 등에는 재외공관 소속으로 분관이나 출장소를 둘 수 있다.
국제문화교류의 증진과 대한민국의 문화 홍보를 위해 문화원을 둘 수 있으며, 일본·중국·미국 등 27개국에 31개소가 설치되어 있다. 

### 정원
재외공관에 두는 공무원의 정원은 다음과 같다.
| 총계         | 1,392명 |
| ------------ | ------- |
| 14등급       | 13명    |
| 고위공무원단 | 222명   |
| 13등급       | 2명     |
| 12등급       | 4명     |
| 11등급       | 7명     |
| 10등급       | 17명    |
| 9등급        | 124명   |
| 8등급 이하   | 1,003명 |

위의 정원 외에 별도로 주재관을 둘 수 있다. 업무 분야는 경찰, 고용노동, 공공행정·안전, 공정거래, 과학기술·정보통신·방송, 관세, 교육, 국세, 국토교통, 농림축산, 문화홍보, 법무·법제, 보건복지·식약, 산업통상자원, 재정경제금융, 조달, 출입국, 통일·안보, 특허, 해양수산, 환경으로 분류하며 외무공무원이 아닌 일반직 또는 특정직공무원으로 보한다. 
또 국방부도 정원 외의 주재무관을 둘 수 있으며, 국방부 장관이 임명하지만 업무 수행에서는 공관장의 지휘를 받는다. 

## 지역별 재외공관
수교 중인 194개 국가 중 122개 국가에 대사관을, 46개 지역에 총영사관을, 14개 지역에 분관(영사관에 해당함)을, 7개 지역에 출장소를 설치·운영하고 있다.

## 같이 보기
- 대한민국의 대외 관계